# ماكسيميليان أرنولد
ماكسيميليان أرنولد (بالألمانية: Maximilian Arnold) وهو لاعب كرة قدم ألماني في مركز الوسط ولد في يوم 27 مايو 1994 في بلدة رييزا في ألمانيا، يلعب حالياً مع نادي فولفسبورغ وسبق له اللعب مع نادي دينامو دريزدن و نادي رييزة، لعب أرنولد مع منتخب ألمانيا لكرة القدم ويبلغ طوله 183 سم.

## مسيرته الكروية
لعب ماكسيميليان أرنولد خلال مسيرته الاحترافية مع نادِ واحدٍ في تسعة مواسم وسجل خلالها 26 هدفًا ضمن 221 مباراة. حيث فاز في موسم واحد بالكأس ولم يفز بأي دوري.
خاض ماكسيميليان أرنولد مسيرته مع نادي فولفسبورغ في موسم 2011–12 ليلعب معه تسعة مواسم، مشاركًا في 221 مباراة سجل خلالها 26 هدفًا.

## روابط خارجية
- ماكسيميليان أرنولد على موقع الاتحاد الأوربي (الإنجليزية)
- ماكسيميليان أرنولد على موقع قاعدة بيانات كرة القدم.إي يو (الإنجليزية)
- ماكسيميليان أرنولد على موقع بيانات كرة القدم. دي إي (الألمانية)
- ماكسيميليان أرنولد على موقع ليكيب (الفرنسية)
- ماكسيميليان أرنولد على موقع ناشيونال فوتبول تيمز (الإنجليزية)
- ماكسيميليان أرنولد على موقع Soccerway.com (الإنجليزية)
- ماكسيميليان أرنولد على موقع عالم كرة القدم.نت (الإنجليزية)
- ماكسيميليان أرنولد على موقع أوليمبيديا (الإنجليزية)
- ماكسيميليان أرنولد على موقع اللجنة الأولمبية الألمانية (الألمانية)
- ماكسيميليان أرنولد على موقع AS.com (الإسبانية)